# Rothmeisel Dóra
Rothmeisel Dóra (Budapest, 1983. július 26. –) válogatott labdarúgó, kapus és műsorvezető a Telemedia cégnél.

## Pályafutása
Kezdetben tanárként dolgozott, de aztán munkát váltott sípcsont törés miatt. Jelenleg labdarúgó és műsorvezető.

### A válogatottban
2005 és 2011 között öt alkalommal szerepelt a válogatottban.

## Sikerei, díjai
- Magyar bajnokság
  - bajnok: 2004–05, 2009–10, 2010–11, 2011–12
  - 2.: 2005–06
  - 3.: 2006–07, 2007–08
- Magyar kupa
  - győztes: 2005, 2010
  - döntős: 2011
- NB II
  - bajnok: 2001–02

## Statisztika

### Mérkőzései a válogatottban
| Magyarország | Magyarország       | Magyarország   | Magyarország | Magyarország | Magyarország | Magyarország | Magyarország | Magyarország |
| #            | Dátum              | Helyszín       | Hazai        | Eredmény     | Vendég       | Kiírás       | Gólok        | Esemény      |
| ------------ | ------------------ | -------------- | ------------ | ------------ | ------------ | ------------ | ------------ | ------------ |
| 1.           | 2005. április 12.  | Kisudvarnok    | Szlovákia    | 2 – 1        | Magyarország | barátságos   | -            | 86'          |
| 2.           | 2010. november 26. | Győr, ETO Park | Magyarország | 3 – 4        | Csehország   | barátságos   | -            | 59'          |
| 3.           | 2010. november 28. | Lanžhot        | Csehország   | 1 – 2        | Magyarország | barátságos   | -            | 46'          |
| 4.           | 2011. április 13.  | Szenc          | Szlovákia    | 2 – 4        | Magyarország | barátságos   | -            | 46'          |
| 5.           | 2011. május 15.    | Ludbreg        | Horvátország | 1 – 1        | Magyarország | barátságos   | -            |              |
|              | Összesen           |                |              | 5            | mérkőzés     |              | 0            | gól          |